# نوادا (فیلم ۱۹۲۷)
«نوادا» (انگلیسی: Nevada) فیلمی در ژانر وسترن است که در سال ۱۹۲۷ منتشر شد. از بازیگران آن می‌توان به گری کوپر، تلما تود، ویلیام پاول، و گای الیور اشاره کرد.